# Арапски социјализам
Арапски социјализам (арап. الاشتراكية العربية; латиницом: al-Ishtirākīya al-‘Arabīya) политичка је идеологија заснована на мјешавини панарабизма и социјализма.
Овај термин је створио Мишел Афлак, један од оснивача партије Баас, како би разликовао арапски социјализам од марксистичког социјализма, заступљеног у источној Европи и источној Азији, и социјалне демократије заступљене у западној Европи.